# Lijst van voetbalinterlands Roemenië - Slovenië
Deze lijst van voetbalinterlands is een overzicht van alle officiële voetbalwedstrijden tussen de nationale teams van Roemenië en Slovenië. De landen speelden tot op heden negen keer tegen elkaar. De eerste ontmoeting, een vriendschappelijke wedstrijd, werd gespeeld in Boekarest op 1 juni 1994. Het laatste duel, eveneens een vriendschappelijke wedstrijd, vond plaats op 17 november 2022 in Cluj-Napoca.

## Wedstrijden
| № | Plaats      | Datum            | Competitie           | Wedstrijd           | Uitslag |
| - | ----------- | ---------------- | -------------------- | ------------------- | ------- |
| 1 | Boekarest   | 1 juni 1994      | Vriendschappelijk    | Roemenië – Slovenië | 0 – 0   |
| 2 | Ljubljana   | 15 augustus 2001 | Vriendschappelijk    | Slovenië – Roemenië | 2 – 2   |
| 3 | Ljubljana   | 10 november 2001 | WK 2002 kwalificatie | Slovenië – Roemenië | 2 – 1   |
| 4 | Boekarest   | 14 november 2001 | WK 2002 kwalificatie | Roemenië – Slovenië | 1 – 1   |
| 5 | Larnaca     | 1 maart 2006     | Vriendschappelijk    | Roemenië – Slovenië | 2 – 0   |
| 6 | Celje       | 2 juni 2007      | EK 2008 kwalificatie | Slovenië – Roemenië | 1 – 2   |
| 7 | Timișoara   | 6 juni 2007      | EK 2008 kwalificatie | Roemenië – Slovenië | 2 – 0   |
| 8 | Ljubljana   | 15 augustus 2012 | Vriendschappelijk    | Slovenië – Roemenië | 4 – 3   |
| 9 | Cluj-Napoca | 17 november 2022 | Vriendschappelijk    | Roemenië − Slovenië | 1 − 2   |

## Samenvatting
| Competitie        | Totaal gespeeld | Winst Roemenië | Gelijk | Winst Slovenië | Doelsaldo Roemenië – Slovenië |
| ----------------- | --------------- | -------------- | ------ | -------------- | ----------------------------- |
| WK-kwalificatie   | 2               | 0              | 1      | 1              | 2 − 3                         |
| EK-kwalificatie   | 2               | 2              | 0      | 0              | 4 − 1                         |
| Vriendschappelijk | 5               | 1              | 2      | 2              | 8 − 8                         |
| Totaal            | 9               | 3              | 3      | 3              | 14 − 12                       |

## Details

### Eerste ontmoeting
| Vriendschappelijk (Boekarest, Roemenië, 1 juni 1994): |       |          |
| Roemenië                                              | 0 – 0 | Slovenië |
|                                                       | goals |          |

### Tweede ontmoeting
| Vriendschappelijk (Ljubljana, Slovenië, 15 augustus 2001):                                        |       |                                        |
| Slovenië                                                                                          | 2 – 2 | Roemenië                               |
| Milenko Ačimovič 55' Zlatko Zahovič 75'                                                           | goals | 14' Marius Niculae 66' Viorel Moldovan |
| - Debuut van Florin Pârvu (Dinamo Boekarest) en Mihai Tararache (Grasshopper-Club) voor Roemenië. |       |                                        |

### Derde ontmoeting
| WK 2002 kwalificatie (Ljubljana, Slovenië, 10 november 2001): |       |                    |
| Slovenië                                                      | 2 – 1 | Roemenië           |
| Milenko Ačimovič 41' Milan Osterc 68'                         | goals | 26' Marius Niculae |

### Vierde ontmoeting
| WK 2002 kwalificatie (Boekarest, Roemenië, 14 november 2001): |       |                    |
| Roemenië                                                      | 1 – 1 | Slovenië           |
| Cosmin Contra 65'                                             | goals | 55' Mladen Rudonja |
| - Debuut van Goran Sankovič (Slavia Praag) voor Slovenië.     |       |                    |

### Vijfde ontmoeting
| Vriendschappelijk (Larnaca, Cyprus, 1 maart 2006): |       |          |
| Roemenië                                           | 2 – 0 | Slovenië |
| Ionuţ Mazilu 22' Andrej Pečnik 53' (e.d.)          | goals |          |

### Zesde ontmoeting
| EK 2008 kwalificatie (Celje, Slovenië, 2 juni 2007):                                                                        |       |                                      |
| Slovenië | 1 – 2 | Roemenië                             |
| Dare Vršič 90' | goals | 50' Gabriel Tamaș 69' Bănel Nicoliță |
| - Debuut van doelpuntenmaker Dare Vršič (MSK Žilina) voor Slovenië. - Debuut van Gabriel Mureşan (CF Gloria) voor Roemenië. |       |                                      |

### Zevende ontmoeting
| EK 2008 kwalificatie (Timișoara, Roemenië, 6 juni 2007):        |       |          |
| Roemenië                                                        | 2 – 0 | Slovenië |
| Adrian Mutu 41' Cosmin Contra 70'                               | goals |          |
| - Debuut van verdediger Mitja Mörec (Sturm Graz) voor Slovenië. |       |          |

### Achtste ontmoeting
| Vriendschappelijk (Ljubljana, Slovenië, 15 augustus 2012):                |       |                                                            |
| Slovenië                                                                  | 4 – 3 | Roemenië                                                   |
| Boštjan Cesar 4' Zlatko Dedič 51' (pen.) Zlatko Dedič 60' Andraž Kirm 70' | goals | 56' Paul Papp 68' (pen.) Gabriel Torje 80' Gheorghe Grozav |

FRF · A-internationals · Selecties · Bondscoaches · Statistieken · Roemeens vrouwenelftal · Olympisch elftal · Roemenië U21 · Roemenië U20 · Roemenië U19 · Roemenië U18 · Roemenië U17 · Roemenië U16
1922 – 1929 · 
1930 – 1939 · 
1940 – 1949 · 
1950 – 1959 · 
1960 – 1969 · 
1970 – 1979 · 
1980 – 1989 · 
1990 – 1999 · 
2000 – 2009 · 
2010 – 2019 · 
2020 – 2029
EK's: 1984 · 
1996 · 
2000 · 
2008 · 
2016 · 
2024
WK's: 1930 · 
1934 · 
1938 · 
1970 · 
1990 · 
1994 · 
1998
OS: 1924 · 
1952 · 
1964 · 
2020
1922 · 
1923 · 
1924 · 
1925 · 
1926 · 
1927 · 
1928 · 
1929 · 
1930 · 
1931 · 
1932 · 
1933 · 
1934 · 
1935 · 
1936 · 
1937 · 
1938 · 
1939 · 
1940 · 
1941 · 
1942 · 
1943 · 
1944 · 
1945 · 
1946 · 
1947 · 
1948 · 
1949 · 
1950 · 
1952 · 
1952 · 
1953 · 
1954 · 
1955 · 
1956 · 
1957 · 
1958 · 
1959 · 
1960 · 
1961 · 
1962 · 
1963 · 
1964 · 
1965 · 
1966 · 
1967 · 
1968 · 
1969 · 
1970 · 
1971 · 
1972 · 
1973 · 
1974 · 
1975 · 
1976 · 
1977 · 
1978 · 
1979 · 
1980 · 
1981 · 
1982 · 
1983 · 
1984 · 
1985 · 
1986 · 
1987 · 
1988 · 
1989 · 
1990 · 
1991 · 
1992 · 
1993 · 
1994 · 
1995 · 
1996 · 
1997 · 
1998 · 
1999 · 
2000 · 
2001 · 
2002 · 
2003 · 
2004 · 
2005 · 
2006 · 
2007 · 
2008 · 
2009 · 
2010 · 
2011 · 
2012 · 
2013 · 
2014 · 
2015 ·
2016 ·
2017 ·
2018 ·
2019 ·
2020 ·
2021 ·
2022 ·
2023
Albanië ·
Algerije ·
Andorra ·
Argentinië ·
Armenië ·
Australië ·
Azerbeidzjan ·
België ·
Bolivia ·
Bosnië en Herzegovina ·
Brazilië ·
Bulgarije ·
Chili ·
China ·
Colombia ·
Congo-Kinshasa ·
Cuba ·
Cyprus ·
DDR ·
Denemarken ·
Duitsland ·
Ecuador ·
Egypte ·
Engeland ·
Estland ·
Faeröer ·
Finland ·
Frankrijk ·
Georgië ·
Griekenland ·
Honduras ·
Hongarije ·
Ierland ·
IJsland ·
Irak ·
Iran ·
Israël ·
Italië ·
Ivoorkust ·
Japan ·
Joegoslavië ·
Kameroen ·
Kazachstan · 
Kosovo · 
Kroatië ·
Letland ·
Liechtenstein ·
Litouwen ·
Luxemburg ·
Malta ·
Marokko ·
Mexico ·
Moldavië ·
Montenegro ·
Nederland ·
Nigeria ·
Noord-Ierland ·
Noord-Macedonië ·
Noorwegen ·
Oekraïne ·
Oostenrijk ·
Paraguay ·
Peru ·
Polen ·
Portugal ·
Rusland ·
San Marino ·
Schotland ·
Servië ·
Slovenië ·
Slowakije ·
Sovjet-Unie ·
Spanje ·
Trinidad en Tobago ·
Tsjechië ·
Tsjecho-Slowakije ·
Tunesië ·
Turkije ·
Turkmenistan ·
Uruguay ·
Verenigde Arabische Emiraten ·
Verenigde Staten ·
Wales ·
Wit-Rusland ·
Zuid-Korea ·
Zweden ·
Zwitserland
Albanië (2016) · 
Frankrijk (2008) · 
Frankrijk (2016) · 
Italië (2008) · 
Nederland (2008) · 
Zwitserland (2016)
NZS · A-internationals · Bondscoaches · Selecties · Statistieken · Sloveens vrouwenelftal · Olympisch elftal · Slovenië U21 · Slovenië U20 · Slovenië U19 · Slovenië U18 · Slovenië U17 · Slovenië U16
1991 – 1999 ·
2000 – 2009 ·
2010 – 2019 ·
2020 − 2029
EK's: 1996 · 
2000 · 
2004 · 
2008 · 
2012 · 
2016 · 
2020 · 
2024
WK's: 1998 · 
2002 · 
2006 · 
2010 · 
2014 · 
2018 ·
2022
1991 · 
1992 · 
1993 · 
1994 · 
1995 · 
1996 · 
1997 · 
1998 · 
1999 · 
2000 · 
2001 · 
2002 · 
2003 · 
2004 · 
2005 · 
2006 · 
2007 · 
2008 · 
2009 · 
2010 · 
2011 · 
2012 · 
2013 · 
2014 · 
2015 · 
2016 · 
2017 · 
2018 ·
2019 ·
2020 ·
2021 ·
2022 ·
2023 ·
2024
Albanië ·
Algerije ·
Argentinië ·
Armenië ·
Australië ·
Azerbeidzjan ·
België ·
Bosnië en Herzegovina ·
Bulgarije ·
Canada ·
China ·
Colombia ·
Cyprus ·
Denemarken ·
Duitsland ·
Engeland ·
Estland ·
Faeröer ·
 Finland ·
Frankrijk ·
Georgië ·
Ghana ·
Gibraltar ·
Griekenland ·
Honduras ·
Hongarije ·
IJsland ·
Israël ·
Italië ·
Ivoorkust ·
Joegoslavië ·
Kazachstan ·
Kosovo ·
Kroatië ·
Letland ·
Litouwen ·
Luxemburg ·
Malta ·
Mexico ·
Moldavië ·
Montenegro ·
Nederland ·
Nieuw-Zeeland ·
Noord-Ierland ·
Noord-Macedonië ·
Noorwegen ·
Oekraïne ·
Oman ·
Oostenrijk ·
Paraguay ·
Polen ·
Portugal ·
Qatar ·
Roemenië ·
Rusland ·
San Marino ·
Saoedi-Arabië ·
Schotland ·
Servië ·
Servië en Montenegro ·
Slowakije ·
Spanje ·
Trinidad en Tobago ·
Tsjechië ·
Tunesië ·
Turkije · 
Uruguay ·
Verenigde Arabische Emiraten ·
Verenigde Staten ·
Wales ·
Wit-Rusland ·
Zuid-Afrika ·
Zweden ·
Zwitserland
Algerije (2010) · 
Engeland (2010) · 
Paraguay (2002) · 
Spanje (2002) · 
Verenigde Staten (2010) · 
Zuid-Afrika (2002)